# Barelgo
Barelgo est une localité située dans le département de Namissiguima de la province du Yatenga dans la région Nord au Burkina Faso.

## Santé et éducation
Barelgo accueille un centre de santé et de promotion sociale (CSPS) tandis que le centre hospitalier régional (CHR) se trouve à Ouahigouya.
Barelgo possède deux écoles primaires publiques (A et B) de trois classes chacune.